# Veer-Zaara
Veer-Zaara (hindi: वीर-ज़ारा) és una pel·lícula india del 2004 dirigida per Yash Chopra i protagonitzada per Shahrukh Khan, Preity Zinta i Rani Mukerji. Es tracta d'un drama romàntic que pren com a rerefons el conflicte entre l'Índia i el Pakistan.
Aquesta pel·lícula va ser un esdeveniment cinematogràfic: Yash Chopra no havia realitzat cap pel·lícula des de Dil To Pagal Hai, set anys enrere, i el seu retorn a la direcció va despertar molta expectació. D'altra banda, la banda sonora recuperava cançons inèdites d'un compositor mític de Bollywood, Madan Mohan (1924-1975), que van ser retreballades pel seu fill i lletrejades pel també molt apreciat Javed Akhtar.
A la seva estrena es va convertir en la pel·lícula de Bollywood més taquillera de l'any, tant a l'Índia com a l'estranger, on va ser exhibida en nombrosos festivals i presentada en primor a diversos països. Tant el film com la banda sonora van rebre nombrosos premis i les lloances de la crítica.

## Argument
Saamiya Siddiqui (Rani Mukerji) és una advocada pakistanesa, filla d'un militant històric pels drets humans d'aquest país. El seu primer cas consisteix a ocupar-se d'un tal Veer (Shahrukh Khan), un aviador indi acusat d'espionatge 22 anys enrere i que, empresonat des d'aquell dia, s'ha negat a parlar mai amb ningú. Aquest, però, quan coneix l'advocada decideix fer una excepció i confiar-li la seva història. La pel·lícula es converteix en un llarg flashback on Veer explica la seva trobada amb Zaara (Preity Zinta), una jove pakistanesa que va conèixer quan ell pilotava helicòpters de rescat.

## Repartiment
- Shahrukh Khan - Veer Pratap Singh
- Preity Zinta - Zaara Hayat Khan
- Rani Mukerji - Saamiya Siddiqui
- Amitabh Bachchan - Choudhary Sumer Singh
- Hema Malini - Sar-wati (Sra. Sumer Singh)
- Manoj Bajpai - Raza Sharazi
- Divya Dutta - Shabbo
- Akhilendra Mishra - carceller pakistanès
- Kirron Kher - Sra. Jehangir Khan
- Boman Irani - Jehangir Khan (pare de Zaara i polític pakistanès)
- Anupam Kher - Zakir Ahmed (advocat)
- Zohra Sehgal - Bebe (àvia)
- Tom Alter - metge
- Gurdas Mann - aparició especial a la cançó Aisa Des Hai Mera

## Música i coreografia
La banda sonora, que va posar-se en venda abans d'estrenar-se la pel·lícula i va obtenir un enorme èxit, ha estat editada per Yash Raj Music en CD i DVD-A. A més (fet excepcional al cinema indi), també es va editar una versió amb la totalitat de la música de fons titulada The Love Legend Themes - Instrumental.
La música es basa en composicions inèdites de Madan Mohan, presentades en versió revisada pel seu fill Sanjeev Kohli. La veu femenina de gairebé totes les cançons va ser la de la cantant Lata Mangeshkar, que era l'antiga intèrpret habitual del compositor, pel que va aportar una intensitat emotiva específica. Yash Chopra explica que quan va arribar l'hora dels enregistraments, Lata Mangeshkar li va dir amb les llàgrimes als ulls: "Madan Mohan era com el meu germà; vostè és com el meu germà; tinc la impressió d'haver retornat al passat!"
Les coreografies són de Saroj Khan.

### Llista de cançons
| Cançó                      | Durada | Cantants                                                    |
| -------------------------- | ------ | ----------------------------------------------------------- |
| Tere Liye                  | 05:34  | Lata Mangeshkar, Roop Kumar Rathod                          |
| Main Yahan Hoon            | 04:57  | Udit Narayan                                                |
| Aisa Des Hai Mera          | 07:10  | Lata Mangeshkar, Udit Narayan, Gurdas Mann, Pritha Mazumder |
| Yeh Hum Aa Gaye Hain Kahan | 05:45  | Lata Mangeshkar, Udit Narayan                               |
| Do Pal                     | 04:27  | Lata Mangeshkar, Sonu Nigam                                 |
| Kyun Hawa                  | 06:14  | Lata Mangeshkar, Sonu Nigam                                 |
| Hum To Bhai Jaise          | 04:19  | Lata Mangeshkar                                             |
| Aaya Tere Dar Par          | 07:53  | Ahmed Hussain, Mohammad Hussain                             |
| Lodi                       | 06:55  | Lata Mangeshkar, Udit Narayan, Gurdas Mann                  |
| Tum Paas Aa Raahein Ho     | 05:12  | Lata Mangeshkar, Jagjit Singh                               |
| Jaane Kyun                 | 05:16  | Lata Mangeshkar                                             |

## Rebuda
Veer-Zaara es va estrenar a l'Índia el 12 de novembre del 2004; durant la primera setmana de projecció va recaptar 170 milions de rupies índies, el que va significar un rècord, i en un any va guanyar-ne 410 milions. La pel·lícula no només va tenir molt èxit al seu país i al Pakistan, sinó també als països occidentals, especialment al Regne Unit, Alemanya, França, Àfrica del Sud, Canadà i els Estats Units, representant l'èxit comercial més important del cinema indi fins aleshores a aquest nivell.
Va presentar-se en diversos festivals, com a la 56a edició de la Berlinale, i va estrenar-se en diverses capitals europees, com per exemple a París, on va ser el primer film en hindi que es presentava amb una promoció tan important (al cinema Grand Rex, el més gran de la capital, i en presència de l'equip complet del rodatge: director, actors, etc.).

## DVD
El 6 de juny de 2005, Yash Raj Films va editar una versió en doble DVD de Veer-Zaara per a col·leccionistes, amb un disc que conté la pel·lícula original (amb una pista àudio en hindi i onze pistes de subtítols en anglès, espanyol, holandès, hebreu, àrab, gujarati, tàmil i malaiàlam) i un segon disc amb bonus que mostren el procés d'adaptació de les cançons, una entrevista amb Yash Chopra i una altra amb el primer ministre, a més d'escenes eliminades, tràilers i la cançó promocional eliminada Yeh Hum Hain Aa Gaye Kahan.
El desembre del 2009 la pel·lícula va sortir en Blu-ray.

## Premis

### Filmfare Awards
Veer-Zaara va rebre 15 nominacions als premis Filmfare nominacions i en va obtenir quatre:
- Filmfare Award a la millor pel·lícula
- Filmfare Award als millors diàlegs - Aditya Chopra
- Filmfare Award a la millor història - Aditya Chopra
- Filmfare Award al millor lletrista de cançons - Javed Akhtar per Tere Liye

### IIFA Awards
- Millor pel·lícula
- Millor director - Yash Chopra
- Millor actor - Shahrukh Khan
- Millor actriu secundària - Rani Mukerji
- Millor direcció musical - Madan Mohan
- Millor història- Aditya Chopra

### National Film Awards
- Film més popular

### Stardust Awards
- Premi Star of the Year - femenina - Preity Zinta
- Premi Stardust a la millor actriu secundària - Kirron Kher

### Star Screen Awards
- Millor pel·lícula
- Millor actor - Shahrukh Khan
- Millors diàlegs - Aditya Chopra
- Millor història - Aditya Chopra
- Jodi No.1 - Shah Rukh Khan & Preity Zinta

### Zee Cine Awards
- Millor pel·lícula - Yash Chopra & Aditya Chopra (Productors)
- Millor director - Yash Chopra
- Millor actor - Shahrukh Khan
- Millor actriu secundària - Divya Dutta

### Bollywood Movie Awards
- Millor pel·lícula - Yash Chopra & Aditya Chopra
- Millor director - Yash Chopra
- Millor actor - Shahrukh Khan
- Millor música - Late Madan Mohan
- Millors lletres de cançons - Javed Akhtar - (Tere Liye)

### Global Indian Film Awards
- Millor actor - Shahrukh Khan
- Millor actriu secundària - Divya Dutta
- Millor història - Aditya Chopra